# Коренно население на Флорида
Коренното население на Флорида е обособена група от местното население на Северна Америка, населяващо полуостров Флорида до средата на 18 век. Поради ранното им изчезване Флоридските индианци са слабо познати. Наличната информация в разни колониални документи днес се допълва от археологическите и етнографски изследвания, които хвърлят донякъде светлина върху живота на народите, които населяват Флорида преди контакта с европейците и в началните години на колониалния период.
Палеоиндианците пристигат във Флорида преди изчезването на мегафауната на Плейстоцена, някъде преди най – малко 12 000 години. Околната среда и климата в онзи период са много по – различни от днешните. Поради огромното количество вода замразена в ледените шапки през последния ледников период, нивото на морето е поне със 100 м по – ниско, а климатът е по – хладен и по – сух.

## Архаичен и след архаичен период
Около 7500 – 7000 г. пр.н.е. настъпва Архаичния период на развитие, който продължава до 500 г. пр. н.е. Няколко култури стават различими във Флорида в края на този период. След 500 г. пр.н.е. се развиват няколко култури свързани с даден географски регион. Между 2000 и 500 г. пр.н.е. Културата Ориндж на късния Архаичен период преминава в Културата Сейнт Джонс, която оцелява до 17 век. Тя обхваща крайбрежието и водосбора на река Сейнт Джонс, река Оклауаха и езерния район на централна Флорида. Хората Сейнт Джонс се адаптират идеално към живота по крайбрежието и вътрешните влажни зони и гори. Събират миди и морски дарове, ловят риба и ловуват различни животни. След 700 г. северно от езерото Джордж, хората започват да отглеждат царевица. С това започва втория период в развитието им. Повлияни от Мисисипската култура, хората започват да строят могили. По времето на контакта с европейците през 16 век, Културата Сейнт Джонс се свързва с племената тимукоа, живеещи в басейна на река Сейнт Джонс – от езерото Джордж до крайбрежието. Маяка, които живеят около езерото Джордж също са свързани с тази култура.
На север в северна и централна Флорида, между 500 г. пр.н.е. и 100 г. се развива Културата Дептфорд, която се характеризира с производството на груба керамика. Градовете Дептфорд са разположени по брега на Мексиканския залив – от Сийдър Кей до Мобил Бей. Хората Дептфорд се прехранват главно от морето. Селата им са малки, с 5 до 10 домове, които са два вида – зимни овални и покрити, а летните са открити отстрани. Хората Дептфорд са повлияни от Културата Хоупуел и също строят могили.
Между 250 и 300 г. между басеяните на реките Апалачикола и Чатахучи, в източна и централна Джорджия и Атлантическото крайбрежие на южна Джорджия, северно от Джаксънвил се развива Културата Суифт Крийк. Тя се характеризира с изработката на по – качествена керамика от тази на Културата Дептфорд. Хората Суифт Крийк се изхранват с ресурси от морето и вътрешните влажни зони, в комбинация с диви растителни храни и дивеч. Строителството на могили е възприето от Културите Дептфорд и Хоупуел.
След 350 г. в Северна Флорида се появява нова култура – Уидън Айлънд. Тя обхваща региона от Мобил Бей до река Сейнт Джонс и по брега на Мексиканския залив, на юг почти до Тампа Бей, и на север до югоизточна Алабама и южна Джорджия. За нея е характерно производството на по – хубава керамика, култивирането на царевица и по – добрата икономическа, социална и политическа организация. Строителството на могили продължава да бъде важна част от церемониалния живот. Селата вече са по – големи и по – добре организирани, около централен площад с три могили.
Паралелно с Културата Уидън Айлънд, в Северна Флорида се развива Културата Кейдс Понд. Нейната икономика е центрирана и ориентирана към сладководния регион на окръзите източен Алачуа и западен Клей и Пътнам.
За първи път царевицата навлиза в Северна Флорида около 750 г. и води до коренни промени в живота и икономиката на хората на Културите Уидън и Сейнт Джонс. Така между 750 г. и 1200 г. от Културата Уидън Айлънд се развиват две паралелни култури – Уакула и Сувани Вали. Хората от тези две култури постепенно се превръщат във фермери. След 1200 г. селата в Северна Флорида на Културата Сувани Вали дават основата за образуването на чийфдомс (Вождества), които стават характерни за народите тимукоа. Образуването на вождествата е свързано с интензивното земеделие и увеличението на популацията.
Няколко столетия преди 1200 г. култивирането на царевица е развито също и от Културата Алачуа на юг в северна централна Флорида. Тя също се характеризира с увеличаване на популацията и консолидирането на населението в малки вождества. В 16 и 17 век Културата Алачуа се асоциира с потано, които са също тимукоа говореща група. Така всички късни предколумбови индианци на културите Сейнт Джонс, Сувани Вали и Алачуа се свързват с тимукоа. Те били развити земеделски култури, но не практикуват чак толкова мащабно селско стопанство като появилата се около 1000 г. Култура Форт Уолтън, която е наследница на късните култури Уолдън Айлънд и Уакула. В комбинацията на голямата популация и интензивното селско стопанство на Културата Уакула с нови идеи навлезли в северозападна Флорида от север се развива Културата Форт Уолтън, която се разпространява от река Окила, през река Апалачикола до Мобил Бей. Хората от Форт Уолтън са организирани около основен чийфдом или върховен чийфдом. Когато идват първите испанци през 16 век индианците апалачи са организирани около такъв върховен чийфдом като техните предшественици от Културата Форт Уолтън.
На юг около Тампа Бей, от река Ойтлакучи, по крайбрежието до Шарлът Харбър от 800 г. процъфтява Културата Сафети Харбър. Свързана с Културата Уолтън, Сафети Харбър произлиза от късната Уидън Айлънд, но за разлика от северните култури, хората разчитат главно на морето и реките за прехраната си. Царевицата не е част от диетата им. Земеделието само има малки наченки в северния край на региона, от днешния Дейд Сити на север. На юг от него хората въобще не се занимават със земеделие.
В южна Флорида след 500 г. пр.н.е. се оформят три културни региона – басейна на Окичоби, Калусахачи и Глейдс. Хората от тези региони или култури не се занимават със земеделие, а са главно ловци – събирачи и риболовци. Културата Глейдс обхваща региона на блатата на южна Флорида, в окръзите Хендри, Палм Бийч, Боуърд, Дейд и Монро, както и Биг Сайпръс Суомп, западно от Евърглейдс в окръг Колиър. Тази култура по – късно се асоциира с текеста.
Културата Калусахачи обхваща региона западно от езерото Окичоби и по крайбрежието, от Шарлът Харбър до Естеро Бей. Хората калусахачи са организирани в комплекс от чийфдом, експлоатират морето и събират диви храни.
Културата Окичоби обхваща региона на езерната система на езерото Окичоби, в централната част на южна Флорида. Хората Окичоби също са ловци, риболовци и събирачи и не се занимават със земеделие. И за тези три южни култури е характерно строителството на могили.

## Исторически период
С идването на европейците всичко се променя. Първите испанци се сблъскват с много групи от местното население. Записаната от тях информация обаче се движи в широк диапазон – от множество доста подробни доклади до споменаване само на името на племето. Постепенно повечето от местното население е въвлечено в системата на мисиите. Останалите имат само спорадични контакти с испанците и много от тях днес са известни само с имената си. До края на 18 век всички тези народи изчезват главно от болести, нападения от страна на белите, войни и роботърговия. Хиляди индианци са продадени в робство по островите на Западна Индия. Тези, които оцеляват мигрират към други райони и впоследствие се смесват с тамошното население. След 1763 г., когато Испания отстъпва Флорида на Великобритания, много от индианците, които все още живеят в старите испански мисии последват испанците към Куба или Мексико.

### Коренни народи, споменати от европейците във Флорида
- Аис
- Амакана
- Апалачи
- Висела
- Гуазоко
- Гуаката
- Луса
- Калуса
- Матекумбе
- Мокосо
- Маяка
- Маяими
- Пакара
- Похой
- Санта Луса
- Суруке
- Текеста
- Токасте
- Токобага
- Тимукоа
- Узита
- Хеага
- Хесе
- Хобе
- Хороро
- Чакато
- Чине

От началото на 18 век различни групи предимно мускоги идват от север и се заселват във Флорида. Постепенно малкото оцелели от предишните народи, които не са свързани с мисиите са асимилирани от новите емигранти. След приемането на Закона за отстраняване на индианците през 1830 г., хиляди индианци са насилствено изселени в Оклахома. Тези, които избягват отстраняването бягат на юг и впоследствие им е разрешено да останат. Днес, в началото на 21 век единствените федерално признати племена във Флорида са семинолите и микосуките, които не са местни, а пришълци, а от коренните обитатели на полуострова отдавна няма и помен.